# Alexandre Lebedev
Pour les articles homonymes, voir Lebedev.
Alexandre Ievguenievitch Lebedev (en russe : Александр Евгеньевич Лебедев, Aleksandr Ievguenievitch Lebedev, /ɐlʲɪˈksandr jɪvˈɡʲenʲjɪvʲɪtɕ ˈlʲebʲɪdʲɪf/), né le 16 décembre 1959, est un milliardaire russe.
Il est classé parmi les oligarques russes. En mai 2008, selon le magazine Forbes, il figure parmi les plus riches personnalités de Russie et est à la 358e place du classement mondial avec une fortune estimée à 3,1 milliards de dollars américains.

## Biographie
Alexandre Lebedev est le fils d'Evgueni Nikolaïevitch Lebedev, professeur d'ingénierie optique et ancien membre de l'équipe nationale de polo, et de Maria Sergueïevna, professeur d'histoire et d'anglais.
Après avoir décroché un doctorat en économie en 1982, il travaille pour le KGB jusqu'en 1992, à l'ambassade soviétique à Londres. Il quitte le KGB et se lance dans les affaires en créant l'entreprise d'investissement-finance russe. En 1995, son entreprise rachète la National Reserve Bank qui est alors de taille modeste et connaît des difficultés financières.
En 2003, Alexandre Lebedev se lance en politique. Il se présente aux élections municipales de Moscou et sort perdant avec 13 % de votes en sa faveur. Parallèlement, il se présente à la Douma et devient membre du parlement russe.
En septembre 2008, il fonde avec Mikhaïl Gorbatchev le Parti démocratique indépendant de Russie. Les deux hommes sont aussi propriétaires du journal Novaïa Gazeta. À la mort d'une des journalistes de ce journal, Anna Politkovskaïa, Alexandre Lebedev offre une récompense d'un million de dollars à toute personne capable de fournir des informations sur l'identité des tueurs.
En janvier 2009, il rachète le quotidien britannique Evening Standard, seul quotidien payant du soir à Londres. En mars 2010, il rachète le journal The Independent pour une livre sterling alors que le titre est extrêmement endetté.
En avril 2013, il vend sa compagnie aérienne Red Wings Airlines au prix d'un rouble symbolique (soit deux centimes d'euros). En juillet 2013, il est condamné à 150 heures de travaux d'intérêt général pour avoir frappé un autre oligarque, Sergueï Polonski, sur un plateau de télévision en 2011.
En 2014, Lebedev soutient publiquement l’annexion de la Crimée par la Russie. En 2017, il organise un colloque médiatique dans son complexe hôtelier d'Alouchta, en Crimée pour, selon lui, « corriger une impression de la Crimée véhiculée par des médias occidentaux partiaux ».

## Vie privée

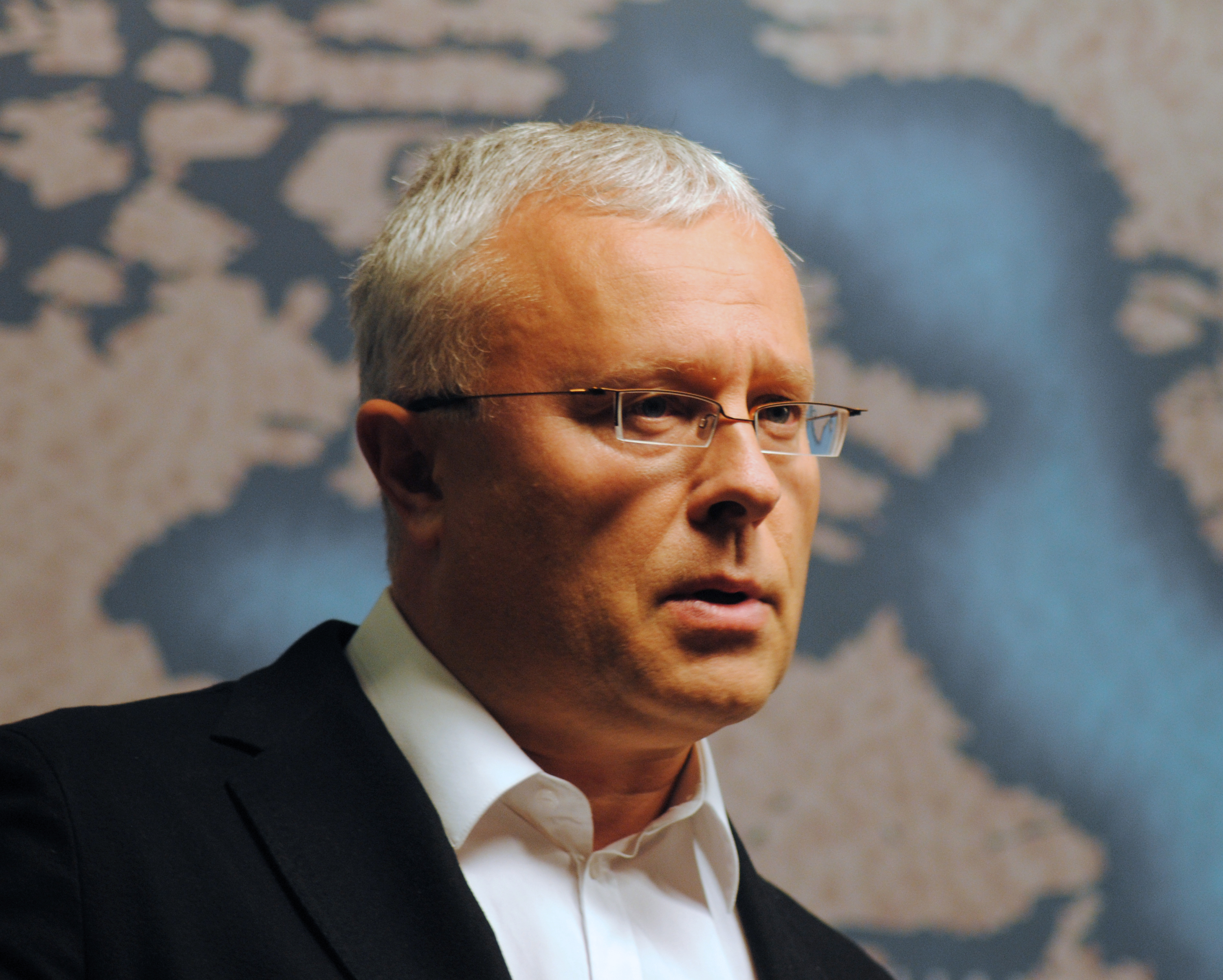
Alexandre Lebedev.

Alexandre Lebedev a été marié auparavant à Natalia Sokolova, fille du scientifique Vladimir Sokolov (en), avec qui il a eu un enfant, Evgueni Lebedev (né en 1980). Ils se sont séparés en 1998.
Depuis 2005 il est en couple avec Elena Perminova, mannequin de profession, avec qui il a quatre enfants: Nikita (né le 17 juin 2009), Egor (né le 14 novembre 2011), Arina (née le 7 avril 2014) et Alexandre (né le 15 mai 2021). Le couple s'est rencontré quand Elena avait 17 ans. La jeune fille était à l’époque en relation avec un autre homme qui la forçait à transporter de la drogue. Elle a été arrêtée lors d'un de ses transferts de stupéfiants,. Elena Perminova a coopéré à l’enquête, mais elle faisait également face à une peine de prison. Le père du modèle a écrit une lettre à Alexandre Lebedev (alors député à la Douma et militant pour un système judiciaire plus juste) lui demandant d’enquêter sur cette affaire,. Lebedev, touché par l'histoire d'Elena, lui assure les services d'un bon avocat et, en conséquence, elle a été condamnée à cinq ans de probation,. A la fin du procès, Lebedev réalise qu'il est tombé amoureux d'Elena, ce qui marque le début de leur relation. Alexandre et Elena se sont fiancés en 2020,. Le 25 décembre 2024, il a été annoncé que Alexandre Lebedev et Elena Perminova se sont séparés après 19 ans de relation,. Au cours de cette période, le couple s'est séparé trois fois, mais ils ne se sont jamais mariés. Malgré leur séparation, Lebedev a précisé qu'ils maintiennent de bonnes relations et qu'ils continuent d'élever ensemble leurs quatre enfants,.
Il gère avec son fils, Evgueni, la fondation Raïssa Gorbatcheva pour soutenir la lutte contre la leucémie. En février 2013, pour critiquer l'inutilité des conseils d'administration des grandes entreprises russes, Alexandre Lebedev inscrit son tout jeune fils Egor à la liste des administrateurs d'Aeroflot.

## Prix et récompenses
- Médaille de l'Ordre du Mérite pour la Patrie, 2e classe (2007, Russie)[21];
- Ordre du Mérite, 3e classe (2004, Ukraine)[21];
- Médaille « dialogue des cultures » de l'UNESCO[21],[22].